# Neivamyrmex punctaticeps
Neivamyrmex punctaticeps es una especie de hormiga guerrera del género Neivamyrmex, subfamilia Dorylinae. 

## Distribución
Esta especie se encuentra en Argentina, Brasil, Colombia, Panamá, Paraguay, Estados Unidos y Venezuela.